# Francisco Miranda Mera
Francisco Miranda (Badajoz, Extremadura, 27 de març de 1988), també conegut com a Fran Miranda, és un futbolista professional extremeny que juga al Nàstic de Tarragona en la posició de migcampista.